# NGC 6537
NGC 6537は、いて座にある惑星状星雲である。恐らくは伴星か磁場のため、2つのローブのような形状を持つ。
中央の白色矮星は、300km/s以上の速度で熱い(≈10,000 K)強力な風を吹き出し、1兆kmの高さの波を作っている。この風のせいで、この星雲はクモのような形となり、さらに拡大し続けている。
星雲の中心の恒星は、組成が正確には分かっていない塵の殻に囲まれている。その表面温度は、恐らく15万から25万ケルビンであるが、34万から50万ケルビンである可能性も排除されず、既知の最も温度の高い白色矮星となっている。
NGC 6537までの距離は、1900光年や3000-8000光年等と見積もられている。